# 리시닌
리시닌(Ricinine)은 피마자에서 발견되는 독성 알칼로이드이다. 리친 독성의 생물지표 역할을 할 수 있다.
리시닌은 살충 효과가 있다.

## 같이 보기
- 리친